# 박유승
박유승(1964년 5월 4일~)은 대한민국의 배우이다.

## 경력
- 1985년 연극배우 첫 데뷔
- 1991년에 공동 연극 연출로써 연극 감독으로도 데뷔
- KBS 15기 공채 탤런트(1993년)
- 한국방송연기자협회 사무총장
- 한국방송예술인단체연합회 사무총장

## 출연 작품

### 드라마
- 1993년 KBS1 《대추나무 사랑 걸렸네》
- 1993년 KBS1 《먼동》
- 1994년 KBS1 《다큐멘터리 극장》
- 1994년 KBS2 《무당》
- 1994년 KBS2 《한명회》 - 율정 권절 선생의 외할아버지인, 늙은 선비 유계조 역
- 1995년 KBS1 《찬란한 여명》
- 1995년 KBS2 《서궁》 - 김대 역
- 1996년 KBS1 《용의 눈물》 - 민제의 집사 역
- 1998년 KBS1 《왕과 비》 - 선비 역
- 1998년 KBS2 《야망의 전설》 - 마산경찰서 형사 역
- 1998년 MBC 《여자 대 여자》 - 말레이시아 콸라룸푸르 한인 교포 은대평 역
- 1999년 KBS2 《학교2》 - 운전 기사 역
- 2000년 KBS2 《천둥소리》
- 2000년~2002년 KBS1 《태조 왕건》 - 진호 역 궁예 휘하 군사 간부역 (18회)
- 2001년~2005년 KBS1 《이것이 인생이다》
- 2002년~2003년 KBS1 《제국의 아침》 - 박승경 역
- 2002년 KBS2 《명성황후》
- 2002년 KBS2 《장희빈》
- 2003년~2004년 KBS1 《무인시대》 - 금나라 통역관 역
- 2003년 SBS 《왕의 여자》
- 2004년 KBS1 《해신》 - 한행수 역
- 2004년 KBS1 《불멸의 이순신》 - 덕구 역
- 2005년 KBS2 《황금사과》
- 2005년 MBC 《제5공화국》 - 홍희표 역
- 2006년 KBS1 《서울 1945》 - 천막봉 역
- 2006년 KBS1 《대조영》 - 이문의 부하 수봉 역
- 2008년 MBC 《스포트라이트》 - 박진섭 역
- 2010년 SBS 《산부인과》 - 유정주의 남편 역 (특별출연)
- 2011년 KBS1 《광개토태왕》 - 원봉 역
- 2013년 KBS2 《칼과 꽃》 - 온사문 역
- 2014년 KBS1 《정도전》 - 심효생 역
- 2015년 KBS1 《징비록》 - 현소(겐소) 역
- 2017년 KBS2 《그 여자의 바다》 - 권 사장 역
- 2018년 KBS2 《파도야 파도야》 - 도끼 역
- 2021년 ~ 2022년 KBS1 《태종 이방원》 - 윤소종 역
- 2023년 ~ 2024년 KBS2 《고려 거란 전쟁》- 최사위 역